# Kim Chaewon
Dans ce nom coréen, le nom de famille, Kim, précède le nom personnel.
Cet article concerne chanteuse. Pour écrivain, voir Kim Chae-won.
Pour les articles homonymes, voir Kim.
Kim Chaewon, (hangeul: 김채원) née le 1er août 2000 à Séoul, est une actrice et chanteuse sud-coréenne principalement connue pour avoir été membre du groupe d'Iz*One de 2018 à 2021 et Le Sserafim depuis 2022.

## Biographie

### Jeunesse et formation
Née à Séoul d'une mère qui est une actrice de théâtre elle s'appelle Lee Ran-hee.
Elle est entrée à Hanlim Multi Art School et obtenu son diplôme en 2019.

### Carrière professionnelle
En 2018, elle participe à l'émission Produce 48 de Mnet, représentant Woollim Entertainment aux côtés de Kwon Eun-bi et certains membres de Rocket Punch,.
Le 29 octobre 2018, elle officiellement fait ses débuts en tant que membre de Iz*One avec la sortie de leur premier extended play. En mars 2021, elle participe à King of Mask Singer avant la dissolution de Iz*One.
Le 14 mars 2022, il est confirmé qu'elle et Sakura Miyawaki font leurs débuts avec Le Sserafim de Source Music.
Le 27 août 2024, elle devient ambassadrice de l'entreprise en corée du sud avec Swarovski.

## Filmographie

### Séries
| Année | Titre               | Titre original           | Chaîne | Rôle          | Note(s) | Réf. |
| ----- | ------------------- | ------------------------ | ------ | ------------- | ------- | ---- |
| 2018  | Produce 48          | 프로듀스 48              | CJ ENM | Les candidats |         |      |
| 2021  | King of Mask Singer | 미스터리 음악쇼 복면가왕 | MBC    | Les candidats |         |      |